# كارل كلوسن
كارل كلوسن (بالدنماركية: Karl Clausen)‏ هو ملحن وعازف بيانو دنماركي، ولد في 15 أغسطس 1904، وتوفي في 5 ديسمبر 1972.